# Real Casina di Caccia di Persano
La Real Casina di Caccia di Persano è un edificio realizzato nel 1752 su ordine di Carlo di Borbone, affittuario dei conti De Rossi di Caiazzo e feudatari di Serre.
La residenza di Persano è nel comune di Serre e si estende tra le rive di due fiumi, il Sele e il Calore Lucano, e i territori dei comuni di Eboli, Campagna e Altavilla Silentina; ricca di boschi e di selvaggina, nel 1758 divenne di proprietà del sovrano.

## Introduzione
La realizzazione della Casina di Caccia di Persano fa parte di quella promozione e innovazione infrastrutturale che Carlo III di Borbone investì nel suo regno, promuovendo la costruzione di nuove strade, ponti, sistemi idrici e fognari, opere pubbliche (scuole, ospedali, strutture culturali) e innumerevoli interventi architettonici e urbanistici.
Infatti i Borbone di Napoli hanno costruito diverse residenze reali, creando un sistema territoriale di siti reali con molteplici funzioni: la semplice residenza, la funzione venatoria, quella agricola piuttosto che  industriale. I siti reali furono fondamentali per la gestione e trasformazione del Regno, perché aprirono la capitale di Napoli verso l'area circostante, sugli esempi di Parigi, Madrid, Torino e delle altre capitali europee.
I siti reali, secondo una “memoria” presentata nel 1806 a Giuseppe Bonaparte, erano 23 solo nella provincia di Terra di Lavoro e 69 complessivamente. Non si ha un’informazione certa riguardo al numero esatto di siti reali di caccia borbonici del Regno delle due Sicilie dal momento che una parte di essi funzionò per periodi limitati di tempo.
Non è certo come re Carlo di Borbone sia venuto a conoscenza del bosco di Persano, probabilmente durante uno dei suoi primi viaggi di esplorazione del nuovo regno che lo avevano spinto fino alle rovine di Paestum, o probabilmente su invito del Duca De Rossi, feudatario di Serre. Quest'ultimo infatti per molti anni ospitò Carlo che successivamente ne fu affittuario per la somma di 6.800 ducati all’anno. Soltanto nel 1758 ne acquisì ufficialmente la proprietà, dando in permuta al duca Giuseppe De Rossi i suoi possedimenti di Casal di Principe. Volendo ampliare la propria
giurisdizione diretta, Carlo acquista anche i feudi limitrofi di Controne e Postiglione, posseduti dal duca Marcantonio Garofalo , stabilendovi così un presidio
della corona, quale contrappeso al potere dei feudatari della zona (tra cui, oltre ai Doria
d’Angri, duchi di Eboli, spiccano i Solimene, marchesi di Altavilla, e i Moscati, duchi e

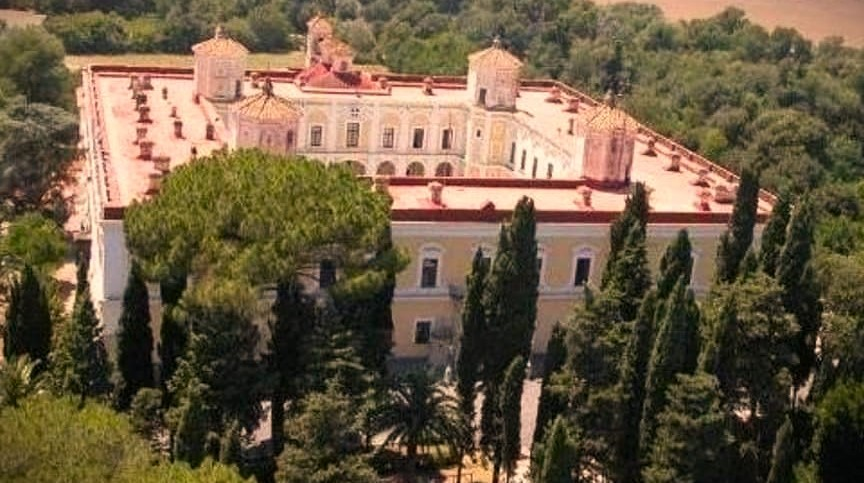
Real Casina di Caccia di Persano vista dall'alto

principi di Albanella).

## Descrizione
La progettazione venne disposta nel 1752 e affidata all'ingegnere militare Giovanni Domenico Piana, originario di Ponna nel Ducato di Milano,. Questi dopo aver demolito completamente la prima edificazione settecentesca, che era stata realizzata sui resti di un antico villaggio, probabilmente medievale, ne costruì una ex novo. Ma i dissesti statici dovuti
al “soffice” terreno alluvionale provocano quasi immediatamente dei danni al fabbricato non ancora terminato.
Il Re si rivolge allora a Luigi Vanvitelli (già impegnato con i lavori di costruzione della
Reggia di Caserta) per un intervento di consolidamento e restauro.
Tuttavia, alcuni autori come Luigi Del Pozzo sostengono che la costruzione del casino potrebbe risalire addirittura al 1738: “4 Febbrajo 1738. Il Re ordina di costruirsi una Casina in Persano con adiacente bosco per sollazzo di caccia”.
Che il sito reale di Persano è stato edificato ex novo sulla struttura precedente è corroborato anche dalla testimonianza del funzionario Luca Vecchione che redasse l’apprezzo del sito nel 1757 scrivendo: “Viene diviso Persano in tre denominazioni generali, come sono il terzo di Santo Nazario, il terzo di Mezzo, e il terzo del Casino, per il casino di fabbrica, che vi tenea l'illustre Duca
delle Serre in quello stesso sito appunto, ove oggi vedesi fabbricato a spese di Sua Maestà non meno per sua abitazione, che per la Corte in tempo che va a deliziarsi in quel Reale divertimento della caccia. Il Casino, che esisteva nel divinato luogo, nel fabbricarsi il nuovo fu demolito, e qual era la sua particolare consistenza non posso darne verun ragguaglio, perché non esiste, solamente negli atti se ne vede esibita la pianta fatta da Giovanni Domenico Piana.".
La Casina di Persano ha avuto molte stesure di progettazione: nelle prime l'edificio presenta una pianta quadrata e simmetrica, con l'unica eccezione della cappella della Madonna delle Grazie che sporge dal corpo principale. 
L'equilibrio compositivo è accentuato dalla presenza di quattro torri ottagonali. Due di queste contenevano scale a chiocciola che conducevano al sottotetto (oggi inesistente), mentre le altre due probabilmente fungevano da gabinetti.
Un portico con sette arcate circonda il cortile su tutti i lati. Nella pianta del primo piano, le arcate appaiono completamente aperte. Le aperture centrali dei quattro porticati sono più ampie, indicando una maggiore importanza funzionale. Questa ipotesi è supportata dal fatto che queste aperture corrispondono all'ingresso principale al piano inferiore e all'accesso alla cappellaal piano superiore. Anche sugli altri due lati, le aperture centrali mantengono una maggiore ampiezza per ragioni di simmetria, sebbene la funzione di questi ambienti non sia specificata.
In questa fase iniziale del progetto, le arcate e il portico agiscono come elementi di collegamento per gli spazi interni. Tuttavia, questi ultimi non riflettono la simmetria che si manifesta chiaramente all'esterno dell'edificio. Infatti, la disposizione degli ambienti interni non segue la stessa regolarità tra i diversi lati, risultando meno rigorosa rispetto all'organizzazione esterna. Questo divario tra l'armonia esteriore e la configurazione interna suggerisce una primordiale intenzione di distinguere la funzione rappresentativa dell'esterno dalla natura più pratica e funzionale degli spazi interni.
Ciononostante, la concezione progettuale delle arcate aperte non troverà riscontro nella realizzazione definitiva. Nel progetto finale, le arcate superiori verranno chiuse (per motivi di stabilità), alterando parzialmente la trasparenza visiva e l'equilibrio compositivo originario.
Come detto precedentemente Carlo III richiese l'intervento di Luigi Vanvitelli (a quel
tempo “primo architetto del re per la fabbrica di Caserta”) per sopperire ai vari cedimenti strutturali che iniziarono a verificarsi in breve tempo. Nella corrispondenza epistolare dell'architetto con il fratello Urbano, si evinco le cause di tali cedimenti.
Nelle lettere il Vanvitelli critica duramente la superficialità degli ingegneri militari locali e di Giovanni Domenico Piana per errori costruttivi nella Real Casina di Persano, come la mancanza di catene nei pilastri e l'uso di materiali inadeguati per il terreno alluvionale. L'autore fornisce un'analisi dettagliata dei problemi riscontrati, attribuendo il crollo del portico alla rotazione dei pilastri causata dal peso delle volte su murature non assestate e dalla mancata installazione di catene. Inoltre, evidenzia come l'uso di arena al posto della pozzolana da parte degli ingegneri locali abbia causato un tardivo consolidamento e il conseguente cedimento della struttura. suggerisce di inserire catene di ferro, nascoste all'interno degli archi, sia inferiori che
superiori, garantendo così la stabilità complessiva della struttura.
Gli interventi di consolidamento della Real Casina di Persano eseguiti con rapidità grazie all'autorità di Vanvitelli, che nel 1754 inviò operai da Caserta per installare catene trasversali, unendo le volte a crociera al resto della struttura e prevenendo ulteriori cedimenti. L'intervento più visibile suggerito da Vanvitelli fu la chiusura del loggiato superiore, una soluzione già adottata a Napoli, che trasformò la spazialità del cortile, creando una contrapposizione tra le arcate del pianterreno e il muro pieno del primo piano. Vanvitelli propose anche di murare alcune porte e ridurre le finestre nelle torri scalari. Tavole rinvenute confermano l'attuazione di questi interventi, inclusa l'aggiunta di un corpo rettangolare per le cucine reali, che alterò la pianta quadrata originaria pur mantenendo la simmetria voluta da Carlo. Anche la cappella, con due ambienti rettangolari e l'abside curvo, sembra aver subito modifiche attribuibili a Vanvitelli, mantenendo la sua configurazione attuale.
L'intervento del Vanvitelli nella cappella è suffragato anche da Bruno Zevi, il quale gli attribuisce il “rifacimento di Persano” con la realizzazione delle scale, dello scalone e
della cappella reale. Egli, infatti, scrive: “Nel rifacimento di Persano, Luigi Vanvitelli
postula un modulo rinascimentale a pianta quadrata, ma la temperie settecentesca
invade l’imponente doppia rampa dello scalone, contrappone gli archi del pianterreno
al muro pieno superiore, informa le membrature della chiesetta coprendone lo
spazio con due cupole.”
Nella tenuta di Persano, nel 1742, venne realizzato un allevamento equino selezionato di razza napoletana, siciliana, calabrese e pugliese, con stalloni di razza andalusa e provenzale per creare una razza pregiata.
L'edificio e la relativa riserva di caccia sono state trasformate in un'area militare in cui hanno sede il Reggimento Logistico "Garibaldi" (unità appartenente alla Brigata bersaglieri "Garibaldi") e il 10º Reparto di Sanità "Napoli" (unità appartenente al comando dei supporti logistici). Come tale normalmente è chiusa al pubblico, in alcune occasioni è resa visitabile più volte l'anno, per fini turistici ed eventi culturali.